# Claudia Lehmann (Synchronsprecherin)
Claudia Lehmann (* 19. Februar 1966 in West-Berlin) ist eine deutsche Synchronsprecherin und Filmschauspielerin.

## Leben
Claudia Lehmann hatte in den 1980er Jahren nur wenige Einsätze als Schauspielerin. Ende des Jahrzehnts begann jedoch ihre erfolgreiche Laufbahn als Synchronsprecherin. Mehrmals lieh sie ihre Stimme an Lucy Liu, Nia Vardalos, Natascha McElhone und Natasha Henstridge. Ab 1995 war sie die deutsche Stimme von Ellen DeGeneres in deren Sitcom Ellen.

## Filmografie (Auswahl)

### Schauspielerin
- 1989: Beim nächsten Mann wird alles anders
- 1989: Otto – Der Außerfriesische
- 1990: Hotel Paradies (Fernsehserie, 2 Folgen)
- 2001: Tatort: Bienzle und der heimliche Zeuge

### Synchronsprecherin
Lucy Liu
- 2000: 3 Engel für Charlie als „Alex Munday“
- 2003: 3 Engel für Charlie – Volle Power als „Alex Munday“
- 2003: Kill Bill – Volume 1 als „O-Ren Ishii“
- 2004: Kill Bill – Volume 2 als „O-Ren Ishii“

Natascha McElhone
- 1997: Mrs. Dalloway als „Clarissa“
- 1998: Die Truman Show als „Lauren“

Nia Vardalos
- 2002: My Big Fat Greek Wedding – Hochzeit auf griechisch als „Toula Portokalos“
- 2016: My Big Fat Greek Wedding 2 als „Toula Portokalos“

#### Filme
- 1989: Magnolien aus Stahl: Julia Roberts als „Shelby Eatenton Latcherie“
- 1995: Species: Natasha Henstridge als „Sil“
- 1995: Judge Dredd: Joan Chen als „Dr. Hayden“
- 1997: Das fünfte Element: Milla Jovovich als „Leeloo“
- 1999: Durchgeknallt: Angela Bettis als „Janet Webber“
- 1999: Notting Hill: Gina McKee als „Bella“

#### Serien
- 1995–1999: Ellen: Ellen DeGeneres als „Ellen Morgan“
- 1999–2000: Chicago Hope – Endstation Hoffnung: Carla Gugino als „Dr. Gina Simon“